# Näsbydal
Näsbydal är ett bostadsområde i inom stadsdelen Tibble, Täby kommun. Området är format som ett ägg med ca 43000 kvadratmeters yta till lägenheternas förfogande. 
Området består av totalt 900 lägenheter i varierande storlekar, från ettor med sovalkov till sjurummare i två etage, och tillhör Bostadsrättsföreningen City i Täby . Vidare ingår i bostadsrättsföreningen parkeringsytor med totalt 579 platser, uppdelade på 68 garage, 511 parkeringsplatser med el-plintar och 21 besöksplatser. Även tennisbana, basketplan, fotbollsplan, boulebana, grillplats, dusch och flera lekplatser finns till förfogande för föreningens medlemmar.

## Historik

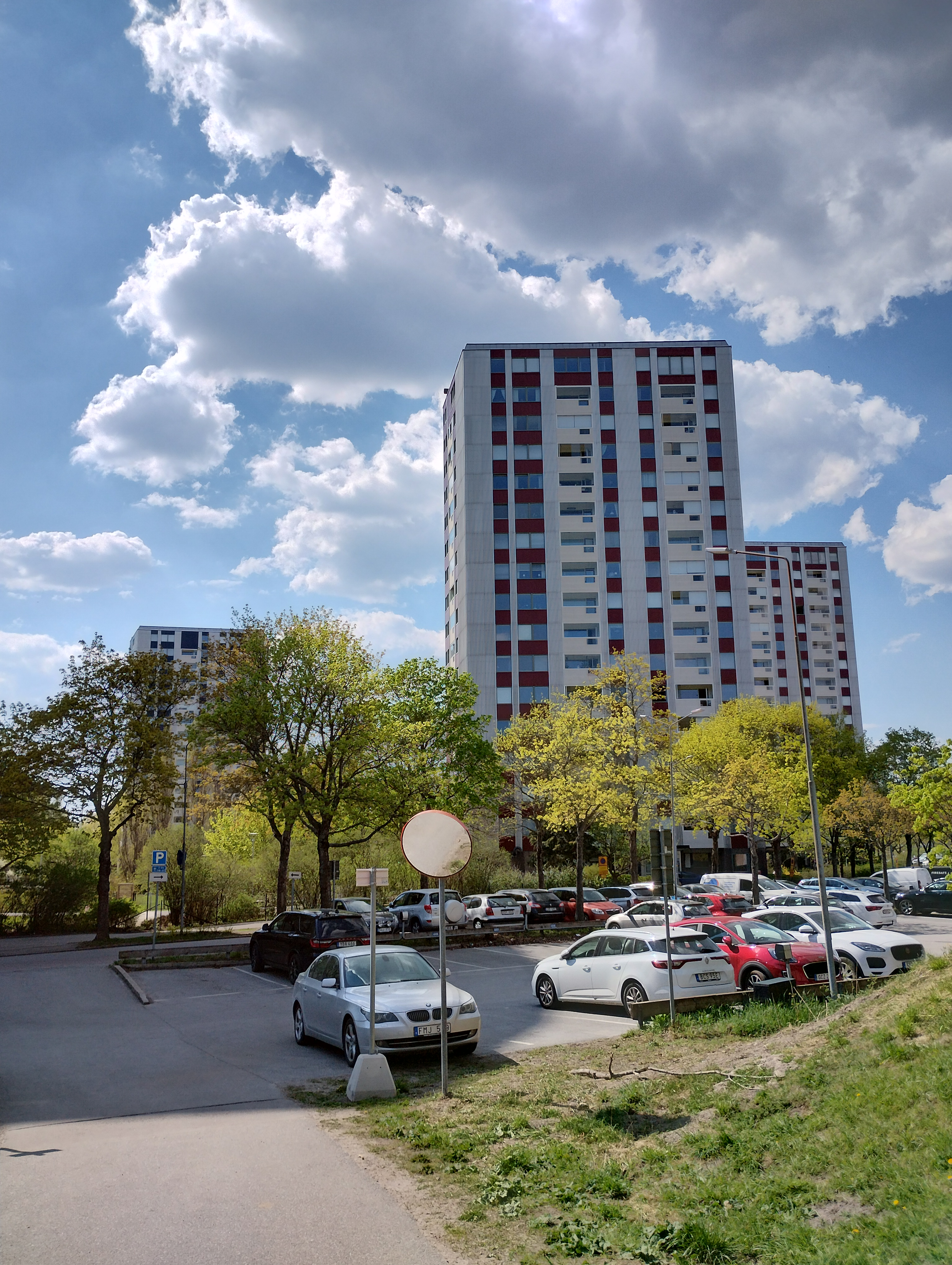
Näsbydal i maj 2023

Husen i Näsbydal byggdes under perioden 1958-1961 efter ritningar av Sune Lindström, Åke Arell och Alf Bydén. De åtta 17-våningars punkthusen utgör en del i det storslagna och tidstroget förverkligandet av Le Corbusiers vision från 1930-talet. I boken Stockholms satelliter beskriver Jerker Söderlind området som en del i det Storstockholms rekordårs - Versailles, som i mycket var en mans verk. - "The House that Sune built". Ett förverkligat utopia utan motsvarighet i regionen. Han skriver att ur arkitektoniskt perspektiv representerar Täby kommun en sällsynt dramatisk och strikt formad geometrisk fantasi, genomförd i en storslagen ansats. Även Lennart Holm har i ett nummer av facktidningen Arkitektur från 1960 omnämnt området som ett av de bästa som byggdes de sista åren på 1950-talet.[källa behövs]

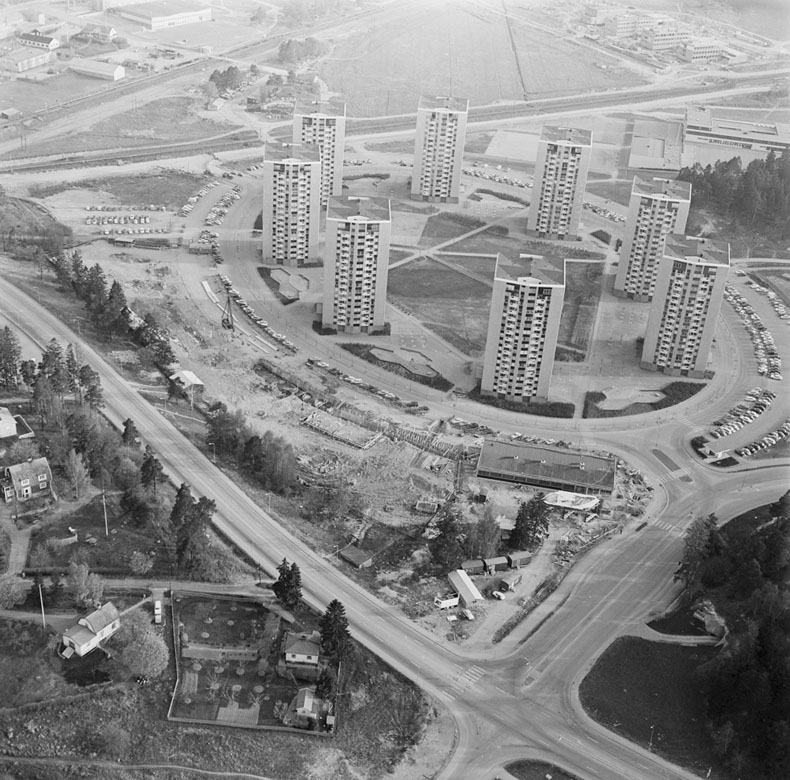
Näsbydal år 1966.

Byggnaderna kännetecknas av sin volymmässiga enkelhet som får spänning genom små vinkeländringar och aluminiumplåtens och internitskivornas grafiska verkan. Inte ens balkongerna får bryta formen utan deras framkant ligger i fasadliv.